# Koren Robinson
Koren Lynard Robinson (Belmont, 19 marzo 1980) è un ex giocatore di football americano statunitense che ha giocato nel ruolo di wide receiver nella National Football League (NFL). Fu scelto nel corso del primo giro (9º assoluto) del Draft NFL 2001 dai Seattle Seahawks. Al college giocò a football alla North Carolina State University.

## Carriera professionistica

### Seattle Seahawks
I Seattle Seahawks scelsero Robinson come nono assoluto nel Draft 2001. Fu svincolato nel 2004 dopo aver violato ripetutamente la politica sulle sostanze vietate dalla NFL. Coach Mike Holmgren commentò in lacrime il suo rilascio, affermando di aver pregato per Robinson ogni giorno, ma che ciò andava fatto perché le molte scuse e promesse del giocatore non avevano mai avuto un seguito positivo.

### Minnesota Vikings
Robinson firmò coi Minnesota Vikings dopo essere stato svincolato da Seattle. Gli fu affidato un ruolo limitato coi Vikings, venendo nominato kick returner della squadra. Malgrado ricoprisse quel ruolo per la prima volta in carriera, Robinson fu convocato per il Pro Bowl del 2005. Tuttavia, dopo essere stato coinvolto in un inseguimento ad alta velocità nella primavera del 2006, fu svincolato dai Vikings.

### Green Bay Packers
Nel settembre 2006, Robinson firmò coi Green Bay Packers ma fece in tempo a disputare solo 4 partite, prima di venire sospeso per tutta la stagione dalla lega per i fatti riguardanti l'inseguimento della primavera precedente. Fece ritorno nella stagione 2007 in cui segnò un solo touchdown nella gara contro i Detroit Lions. Il 9 maggio 2008 fu svincolato dai Packers per l'abbondanza di ricevitori dopo le scelte nel Draft NFL 2008.

### Ritorno ai Seahawks
Il 16 settembre 2008, Robinson rifirmò coi Seahawks a corto di ricevitori. Durante quella stagione, Robinson superò il record di franchigia con la più lunga ricezione della storia dei Seahawks, un passaggio in touchdown da 90 yard dal quarterback di riserva Seneca Wallace contro i Philadelphia Eagles al Qwest Field il 2 novembre 2008. A fine stagione, Robinson non fece ritorno ai Seahawks per i cronici problemi al ginocchio che lo affliggevano.

## Palmarès
- Pro Bowl (2005)
- First-team All-Pro (2005)

## Statistiche
Ricezioni
|        | Squadra           | P  | PT | Ric | Yard  | Media | Max | TD | 20+ | 40+ | 1ºd |
| ------ | ----------------- | -- | -- | --- | ----- | ----- | --- | -- | --- | --- | --- |
| 2001   | Seattle Seahawks  | 16 | 13 | 39  | 536   | 13,7  | 42  | 1  | 8   | 2   | 25  |
| 2002   | Seattle Seahawks  | 16 | 16 | 78  | 1 240 | 15,9  | 83  | 5  | 19  | 4   | 58  |
| 2003   | Seattle Seahawks  | 15 | 15 | 65  | 896   | 13,8  | 38  | 4  | 14  | 0   | 39  |
| 2004   | Seattle Seahawks  | 10 | 8  | 31  | 495   | 16    | 33  | 2  | 10  | 0   | 23  |
| 2005   | Minnesota Vikings | 14 | 5  | 22  | 347   | 15,8  | 80  | 1  | 5   | 3   | 10  |
| 2006   | Green Bay Packers | 4  | 0  | 7   | 89    | 12,7  | 24  | 0  | 1   | 0   | 6   |
| 2007   | Green Bay Packers | 9  | 1  | 21  | 241   | 11,5  | 43  | 1  | 3   | 1   | 11  |
| 2008   | Seattle Seahawks  | 12 | 12 | 31  | 400   | 12,9  | 90  | 2  | 3   | 1   | 22  |
| Totale |                   | 96 | 70 | 294 | 4 244 | 14,4  | 90  | 16 | 63  | 11  | 194 |